# モンハナシャコ
モンハナシャコ (紋花蝦蛄、学名：Odontodactylus scyllarus) は、フトユビシャコ上科ハナシャコ科に分類されるシャコの一種。鮮やかな体色と網目模様をもつ。シャコ類の中では特に有名で、数多くの研究をなされた種である。

## 形態

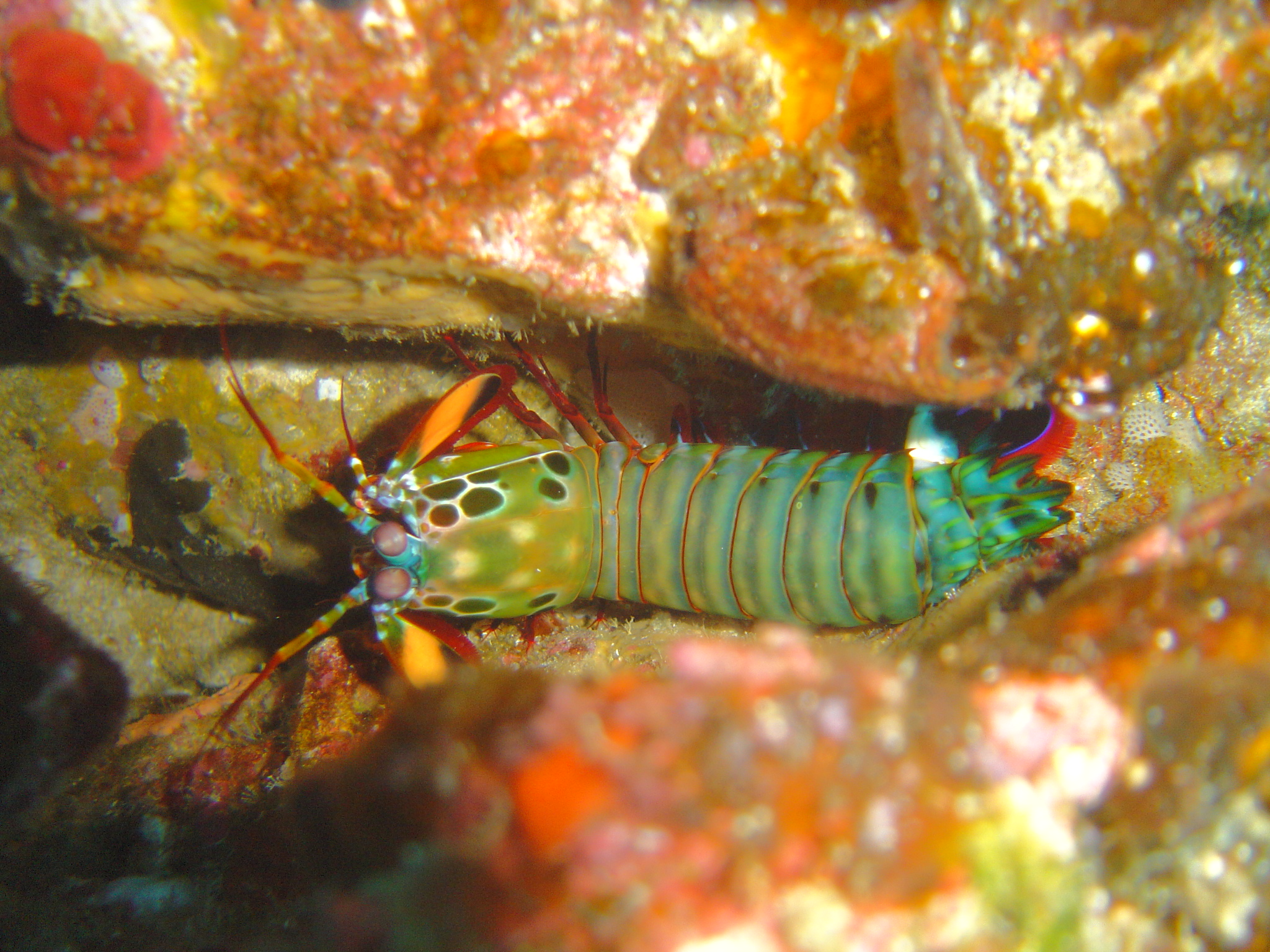
背面
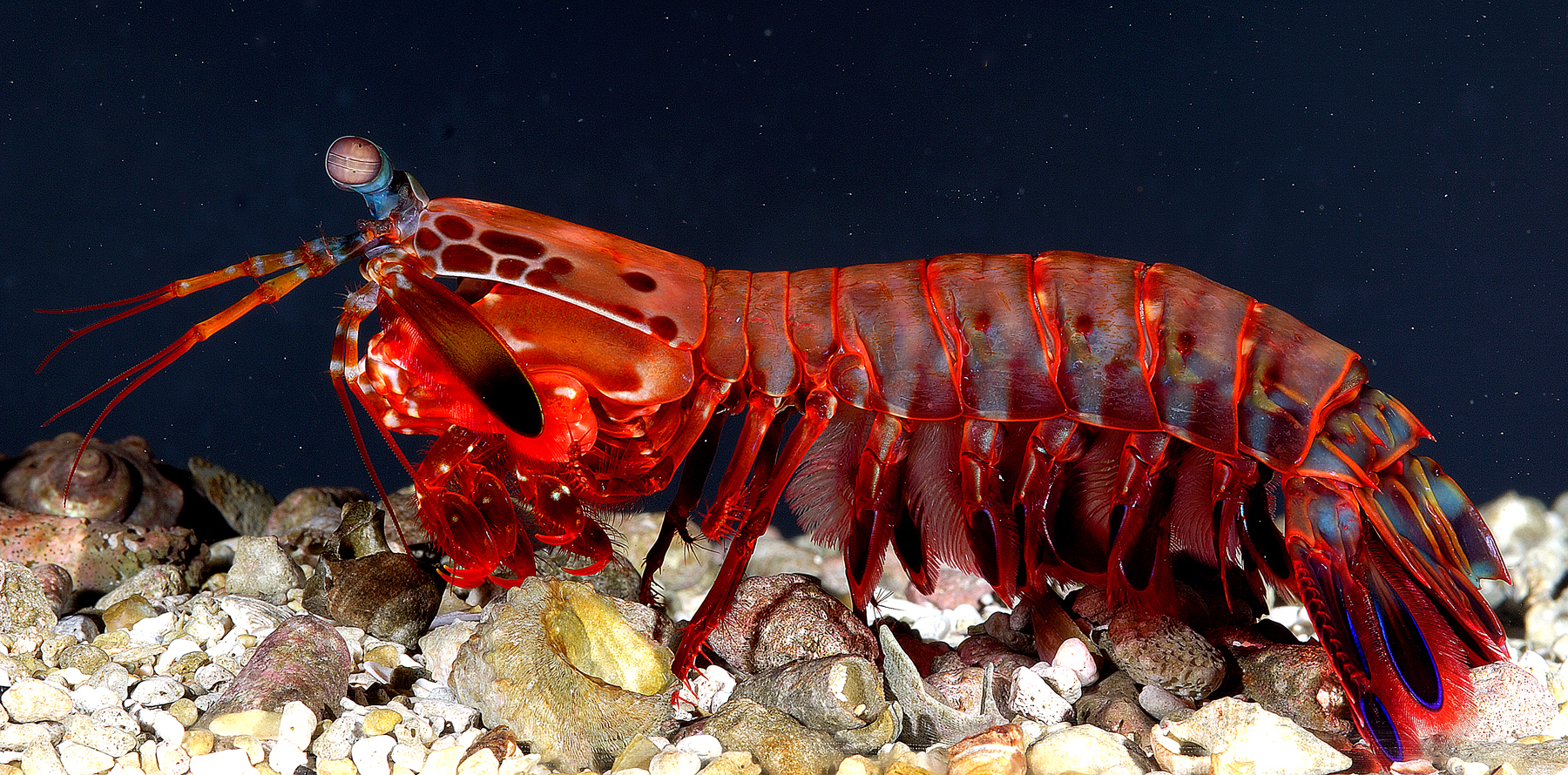
赤みが強い個体の側面
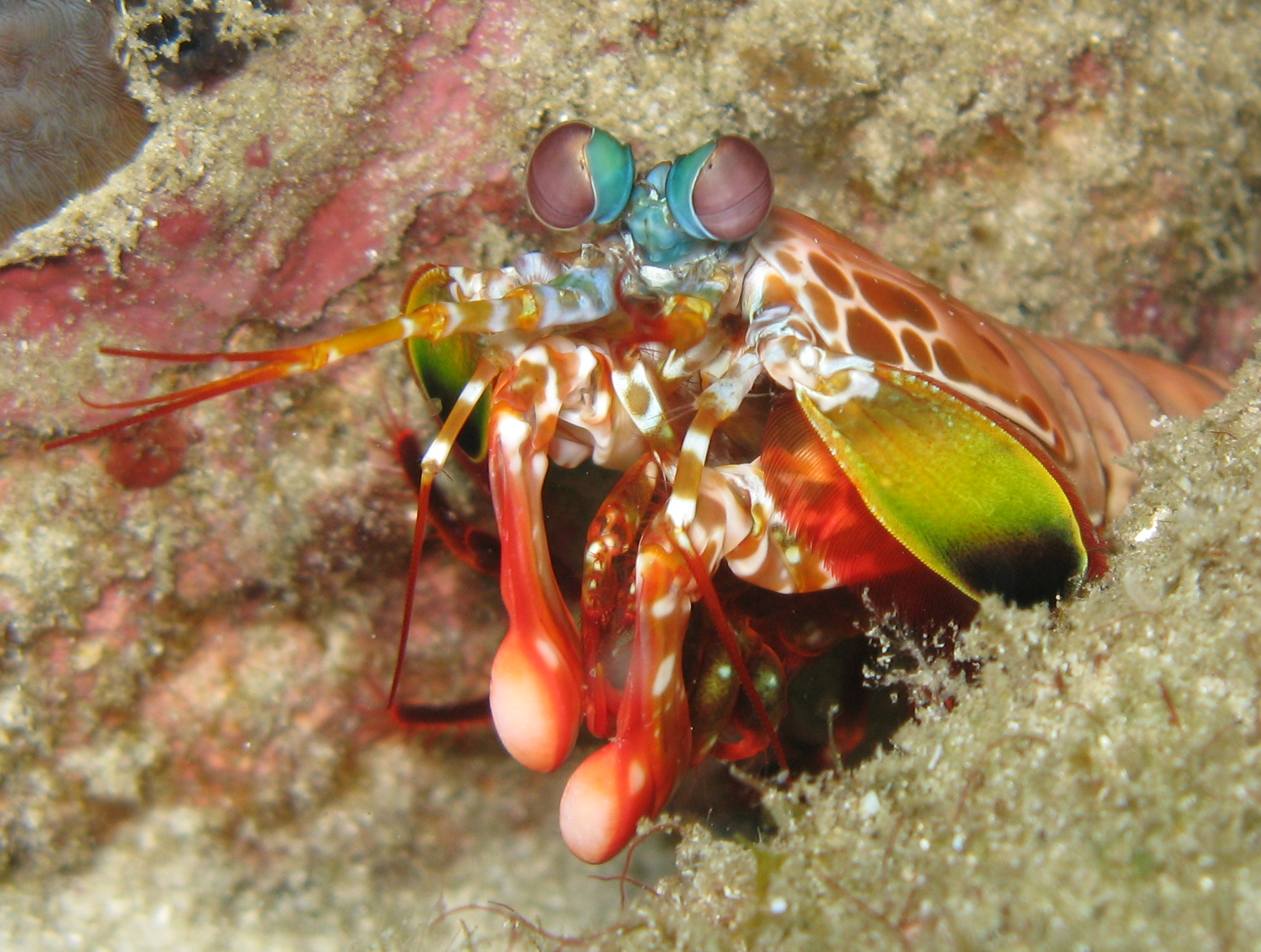
斜め正面
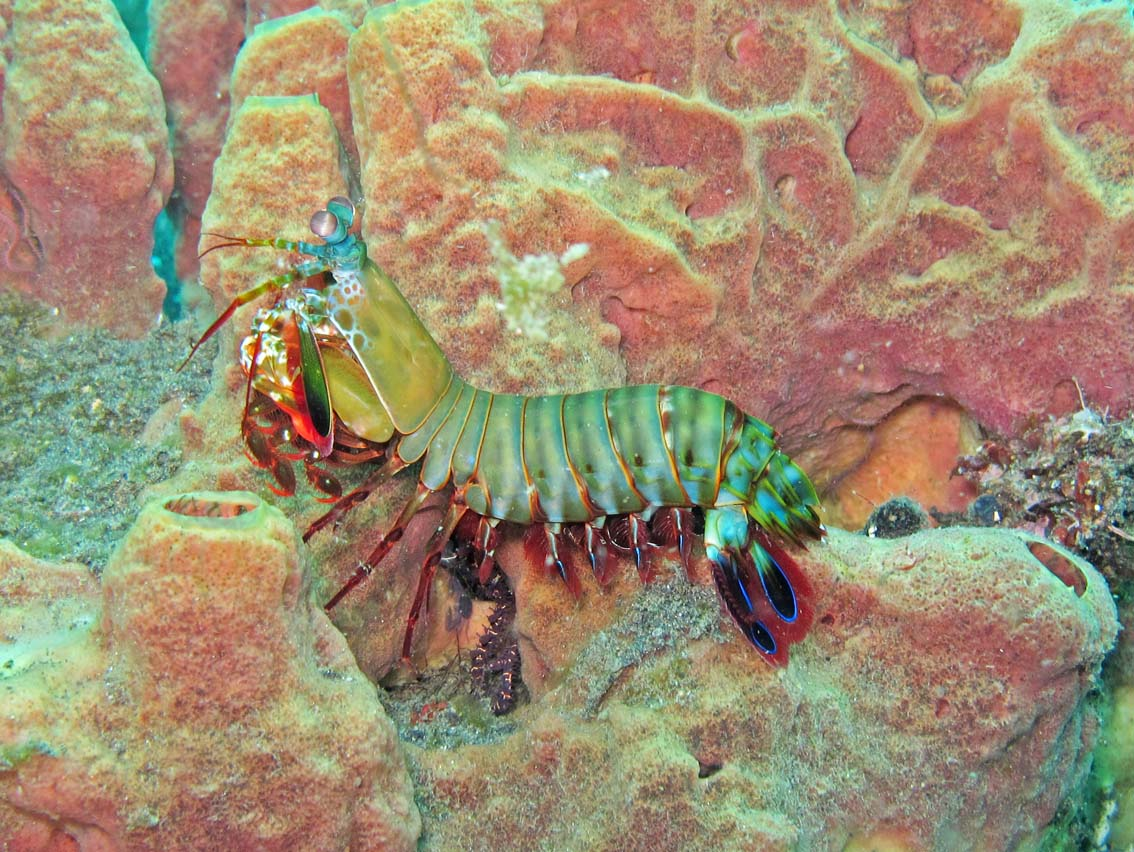

体長最大17cm程度、これは10cm以下の種類を中心とする打撃型シャコ類の中では大型である。
全体の体色は青緑色から赤茶色で、その他様々な色と模様を所々に組み合わせられ、鮮やかで目立つ。複眼はピンク色で先節と眼柄は青色、白い模様は触角柄部と顎脚の前部に散在する。背甲と背板は黒い斑点を左右にもち、特に背甲の両前端は白い境目に分かれた顕著な網目模様となる。第2触角鱗片は黄色で先端は黒色、縁辺部の剛毛は赤色。各背板の後縁は赤色からオレンジ色。腹面、捕脚（第2顎脚）指節と歩脚は赤色。尾肢原節は色薄く、腹肢（遊泳肢と尾肢）外肢と内肢は暗青色で縁辺部は鮮やかな青色、剛毛は赤色。
眼鱗は前後軸に対して斜めで、中央は陥入し、縁辺部は途切れている。第2触角鱗片は縁辺部全体に剛毛を有し、基部側の剛毛がやや短い。額板は左右が丸み帯びた三角形で、先端は腹面に曲がる。捕脚指節内側の歯は2-3本。第4-5腹節の両後端に棘をもつ。尾節背面は中央に1本、その左右に3対、各主要棘の直後に1本の隆起線がある。尾肢外肢基部節は明らかに末節より長く、外縁の可動棘は扁平で、頂点に向けて均等に細く尖る。

## 分布
アフリカ東部から日本、台湾、ニューカレドニアとオーストラリアにかけて分布する。日本では相模湾以南に分布する。

## 生態

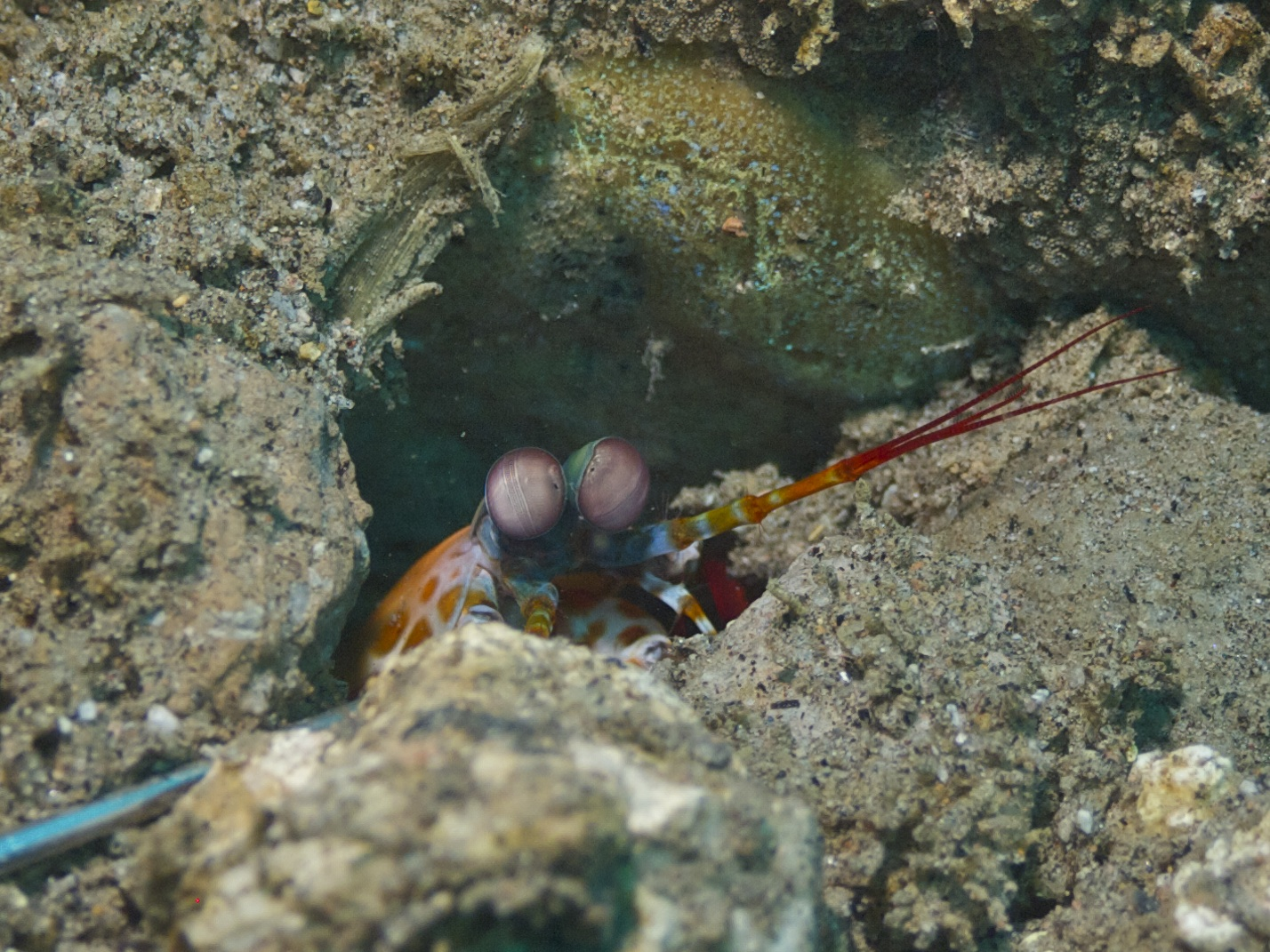
巣穴の入り口で待ち構える個体

他のハナシャコ科のシャコ類と同様、昼行性で浅い海に生息し、サンゴ礁破片に覆われた柔らかい堆積物に巣穴を掘り、細かいサンゴ礁破片で坑道の内壁を補強する。巣穴は単調なU字状坑道、生息水深は3-40m（通常は10-30m）。
肉食性で典型的な打撃型（スマッシャー）。強化した捕脚で高速な打撃（パンチ）を繰り出しながら、瞬時の圧力差で周りの水を沸騰させてキャビテーションを発生させ、その2回の衝撃で巻貝・二枚貝・他の甲殻類などの殻を叩き割って捕食する。本種の打撃は、知られるシャコ類の中でもかなり高速かつ強力で、運動継続時間は2.7ミリ秒、打撃は400-1500ニュートン、キャビテーションの衝撃は約500ニュートンに及ぶ。
フトユビシャコ上科の特徴として、本種もほとんどの動物の眼には知覚できない円偏光まで識別できたとされる。本種の触角鱗片は偏光を反射することが知られ、これは何らかの情報（種類識別・闘争能力など）を伝える信号として用いられたと考えられる。

## 分類
シャコ類の中で、モンハナシャコはハナシャコ科（Odontodactylidae）の唯一の属ハナシャコ属（Odontodactylus）の模式種（タイプ種）である。本種は記載当初（Linnaeus 1758）ではイチョウガニ属（Cancer）の種 Cancer scyllarus として命名されたが、Bigelow 1893 によりシャコ類のハナシャコ属に再分類されるようになった。本種は特徴的な体色と模様（特に背甲の網目模様）で、同じ分布域をもつ同属の近縁種（例えばハナシャコ Odontodactylus japonicus）から容易に区別できる。